# Bloomfield (Iowa)
Bloomfield è una città degli Stati Uniti d'America, situata nello Stato dell'Iowa, nella contea di Davis, della quale è il capoluogo.